# Batalla del mar de Ligúria
La batalla del mar de Ligúria va ser una acció naval de superfície durant la Segona Guerra Mundial, que va tenir lloc el 18 de març de 1945, al golf de Gènova. Una flotilla de la Kriegsmarine formada per dos torpediners i un destructor estava duent a terme operacions de minatge quan va ser interceptada per una força de la Royal Navy formada pels destructors HMS Lookout i HMS Meteor. La força britànica va enfonsar dues de les naus alemanyes i va danyar greument la tercera. Va ser l'última acció naval alemanya de superfície de la guerra.

## Antecedents
A la Conferència de Malta (del 30 de gener al 3 de febrer de 1945) es va decidir transferir unitats de forces aèries i de l'exèrcit des d'Itàlia al front occidental a França i Bèlgica en l'Operació Goldflake. Al febrer i març de 1945, el I Cos del Canadà va ser traslladat d'Itàlia al port francès de Marsella. Els escortes per als vaixells de transport de tropes foren proporcionats per la Flank Force (almirall Robert Jaujard) amb vaixells britànics, francesos i nord-americans, amb cobertura aèria de la Força Aèria Costanera de la Mediterrània (MACAF).

## Preludi
La nit del 17 de març de 1945, les últimes tres naus operatives de la 10a Flotilla alemanya (sota el Korvettenkapitän Franz Burkart) van dur a terme una operació de minatge al nord-est de Còrsega. Després de navegar des de Gènova, els torpediners TA24 (ex-italià Arturo) i el TA29 (ex-italià Eridano) van posar 56 mines al sud de l'illa de Gorgona, mentre que el destructor TA32 (ex-iugoslau Dubrovnik, i després ex-italià Premuda) va col·locar 76 mines al nord del cap Cors. La flotilla es va reunir per al retorn a Gènova i era a unes 20 milles nàutiques (37 km) al nord del cap Cors quan va ser detectada per un radar costaner aliat de Livorno. Quatre destructors aliats de la 3a Flotilla de Destructors patrullaven la zona: els francesos Basque (de la classe L'Adroit) i Tempête (de la classe Bourrasque) i els britànics HMS Lookout i HMS Meteor, de les classes L i M.
A les primeres hores del 18 de març, tots, excepte el Meteor, van rebre l'informe de radar de Livorno. El capità André Léon Jean Marie Morazzani, el principal oficial a bord del Tempête, va ordenar als vaixells britànics que interceptessin els intrusos, mentre duia els destructors francesos, més antics i més lents, cap al sud-est, en cas que els alemanys viressin per interceptar un comboi a prop del cap Cors. El comandant del Lookout, Derick Hetherington, es coordinà amb el Meteor i van seguir rumbs separats cap al nord-est a tota màquina. Quan Morazzani es va assegurar que els vaixells alemanys no eren una amenaça per al comboi, ja era massa lluny per unir-se a l'acció.

## L'acció principal
El Lookout va establir contacte de radar amb els alemanys a les 03.00 del 18 de març, navegant a 20 nusos. Llavors es va apropar a gran velocitat per la proa i va obrir foc a uns 5.000 metres. Minuts després va girar, es va situar en paral·lel als alemanys i va llançar torpedes. Els alemanys es van veure atacats per sorpresa i els canons guiats per radar del Lookout van aconseguir impactes sobre el TA24 i el TA29. El TA29 va abandonar la formació mentre que els altres dos vaixells es van retirar cap al nord. El Lookout els va deixar fugir per concentrar-se en el ja danyat TA29, disparant contínuament amb els seus sis canons de 4,7 polzades a una distància de només 2.000 metres. El TA29 va respondre al foc britànic i els seus artillers gairebé van fer impacte en el Lookout diverses vegades; una salva d'obusos de 20 mm va fer impacte en uns flotadors de fum i va iniciar un petit foc que es va apagar ràpidament. El Lookout va continuar disparant sobre el TA29 fins a les 04.00; després de més de 40 impactes, el TA29 es va incendiar i es va enfonsar; malgrat tot, només va perdre 20 homes.
El Meteor, per la seva banda, havia canviat de rumb per interceptar els altres vaixells alemanys i, en el moment en què el Lookout atacava el TA29, el Meteor va establir contacte de radar a 11.000 metres amb els dos vaixells alemanys que s'estaven retirant cap al nord. El Meteor va obrir foc a 7.000 metres i va impactar sobre el TA24 quasi immediatament. Veient els impactes enmig de la foscor, va llançar una salva de torpedes uns minuts més tard, un dels quals va impactar el TA24. El comandant del Meteor, Richard Pankhurst, va veure «guèiser de flames i metall» i el TA24 es va enfonsar poc després de les 04.00, perdent 30 homes en 13 minuts.

## Conseqüències
Aquesta fou l'última acció naval de superfície de la Kriegsmarine. Els destructors britànics van acabar amb qualsevol possibilitat d'operacions ofensives alemanyes d'alta mar al mar de Ligúria i, encara menys, en qualsevol altre lloc de la Mediterrània. L'enfrontament va ser també l'última acció naval de superfície que els britànics van dur a terme en el teatre occidental i l'última acció d'entitat que es va produir al mar Mediterrani. El TA32 va resultar danyat, però va aconseguir escapar (més endavant, la tripulació el va enfonsar a Gènova el 25 d'abril de 1945).
Els destructors britànics van rescatar 244 supervivents, incloent-hi Franz Burkart, que van se fets presoners. El 2011, Spencer Tucker va escriure que «els destructors britànics van aconseguir resultats decisius contra una unitat alemanya […] i la seva victòria va posar fi a la capacitat de la Kriegsmarine per dur a terme operacions ofensives d'alta mar».